# 行沢健三
行沢 健三（ゆきざわ けんぞう、1924年5月8日 - 1980年2月8日）は、日本の経済学者。
京都生まれ。1946年京都帝国大学経済学部卒、関西学院大学助教授、教授、1960年「国際経済学序説」で経済学博士（関西学院大学）。1978年京都大学経済研究所所長となるが、在任中に55歳で死去した。1976年『労働生産性の国際比較』で日経・経済図書文化賞受賞。

## 著書
- 『国際経済学序説』ミネルヴァ書房 1957
- 『日本貿易のゆくえ "黒字国責任"とは何か』日本経済新聞社 日経新書 1973
- 『経済学全集 27 第2版 世界貿易論』筑摩書房 1976
- 『労働生産性の国際比較 日米工業を中心にして』創文社 数量経済学選書 1976

### 共編著
- 『経済学全集 第23 世界経済の再編成』阿部統共編 筑摩書房 1968
- 『世界経済と日本 朝日市民教室 第5 日本経済とアジア』編 朝日新聞社 1970
- 『世界経済と帝国主義 松井清教授還暦記念』小野一一郎、吉信粛共編 有斐閣 1973
- 『入門国際経済学』編 有斐閣双書 1977
- 『社会科学の方法と歴史』田中真晴、平井俊彦、山口和男共編 ミネルヴァ書房 1978
- 『日本貿易の長期統計 貿易構造史研究の基礎作業』前田昇三共著 同朋舎 1978

### 翻訳
- W.アシュワース『国際経済史』尾上久雄共訳 有斐閣 1955

## 注
1. ↑  『著作権台帳』
2. ↑  『人物物故大年表』
3. ↑  『労働生産性の国際比較』著者紹介